# Arthur Hoger
Arthur Hoger (* 2. Juli 1875 in Freiburg; † 30. September 1951 in Frutenhof) war ein deutscher Apotheker.

## Leben
Arthur Hoger kam als Sohn eines städtischen Registrators zur Welt. Er besuchte das Gymnasium in Freiburg und begann seine pharmazeutische Ausbildung im Jahr 1892.
Drei Jahre später legte er das Vorexamen ab. Seine Assistentenzeit verbrachte er in Deutschland und der Schweiz. 
1898 studierte er an der Universität Freiburg und legte dort sein pharmazeutisches Staatsexamen ab. Anschließend absolvierte er die Militärdienstzeit in Wiesbaden.
1901 holte ihn der Leiter des Akademischen Krankenhauses F. Weiß als Assistent nach Heidelberg. Dort besuchte Hoger einige Vorlesungen. 1907 ging er als Ober-Apotheker an das städtische Krankenhaus in Karlsruhe. Hier leitete er die neu errichtete Apotheke. 1919 wurde er Mitglied der Prüfungskommission für das pharmazeutische Staatsexamen an der TH Karlsruhe. Ein Jahr später bekam er einen Lehrauftrag für klinische Chemie und Mikroskopie, ab 1922 für gerichtliche Chemie. 
Ab 1930 bis zu seinem Tod 1951 war er als Dozent für Bakteriologie am Lehrinstitut für Dentisten in Karlsruhe tätig. Ab 1940 arbeitete er dort auch als Dozent für die Arzneimittellehre. 
Zwar wurde er 1940 pensioniert, dennoch arbeitete er bis 1946 als Krankenhausapotheker. Anschließend bekam er einen Lehrauftrag für Bakteriologie und Sterilisation am pharmazeutischen Institut der TH Karlsruhe. Es kamen weitere Lehraufträge im Bereich Galenik, klinische Chemie und Gesetzeskunde hinzu. Hierfür wurde er von der TH Karlsruhe zum Honorar-Prof. ernannt.
Seine wissenschaftlichen Arbeiten veröffentlichte er in der Pharmazeutischen Zentralhalle, der Pharmazeutischen Zeitung und weiteren Zeitungen. 
Er war 1911 Mitgründer der „Freien Vereinigung der Vorstände von Anstaltsapotheken Süddeutschlands“. Des Weiteren schrieb Hoger zahlreiche Gedichte und das Theaterstück „Lieselotte von der Pfalz“.

## Schriften
- Aus dem Leben des Hof- und Universitätsapothekers Dr. Martius in Erlangen, in: Süddeutscher Apotheker-Zeitung 73 (1993), S. 661f.